# Перямери (национальный парк)

## Общие сведения
Национальный парк Перямери (фин. Perämeren kansallispuisto, швед. Bottenvikens nationalpark), буквально — «Национальный парк Ботнического залива», находится в Лапландии. Парк основан в 1991 г., его площадь составляет 157 кв. км, из которых суша (острова Ботнического залива, главным образом необитаемые) — 2,5 кв. км.

## Достопримечательности и возможности для осмотра
Посетителям национального парка рекомендуется осматривать его на лодке, которую можно нанять или взять напрокат в ближайших города, Кеми или Торнио
К национальному парку относится примерно 30 островов ледникового происхождения, из которых самый большой — Селкя-Сарви (Selkä-Sarvi). На этом острове есть заброшенная рыбацкая деревня, а также места, где во время действия «сухого закона» в Финляндии (1919—1932 гг.) были укрытия контрабандистов спиртного из Швеции. Неподалёку от национального парка проходит граница между Финляндией и Швецией. Особенность новейшей тектоники всех эти островов в том, что в настоящее время они испытывают поднятие примерно на 9 мм в год.
На острове Селкя-Сарви есть место для палаточного лагеря; остановиться на ночлег можно также в заброшенных домах.
Из млекопитающих в пределах национального парка встречаются тюлени, из птиц — полярная крачка, турпан и другие северные птицы. Эмблема национального парка — розовая примула вида Primula nutans jokelae, растущая только в этих местах.